# 苅田澄子
苅田 澄子（かんだ すみこ、1967年 - ）は、日本の絵本作家。埼玉県生まれ。出版社勤務の後、フリーで編集をしながら小沢正に師事。

## 主な著作

### 絵本
- 『いかりのギョーザ』 絵／大島妙子 （2006年12月、佼成出版社、ISBN 978-4333022496）
- 『にくまんどっち？』 絵／大庭明子 （2009年9月、アリス館、ISBN 978-4752004530）
- 『じごくのラーメンや』 絵／西村繁男 （2010年4月、教育画劇、ISBN 978-4774611556）
- 『うらやましやゆうれい』 絵／たごもりのりこ （2010年10月、佼成出版社、ISBN 978-4333024551）
- 『へいきへいきのへのかっぱ！』 絵／田中六大 （2011年2月、教育画劇、ISBN 978-4774611785）
- 『ゆうれいなっとう』 絵／大島妙子 （2011年7月、アリス館、ISBN 978-4752005551
- 『ごはんのとも』 絵／わたなべあや （2011年8月、アリス館、ISBN 978-4752005582）
- 『ゆでたまごひめ』 絵／山村浩二 （2011年10月、教育画劇、ISBN 978-4774612133）
- 『びんぼうがみじゃ』 絵／西村繁男 （2012年12月、教育画劇、ISBN 978-4774612652）
- 『おんなじ おんなじ おんなじね』 絵／つちだのぶこ （2014年2月、学研、ISBN 978-4052038020）
- 『むしばあちゃん』 絵／おかべりか （2014年5月、佼成出版社、ISBN 978-4333026579）
- 『どろろんびょういん おおいそがし』 絵／かとうまふみ （2014年9月、金の星社、ISBN 978-4323031415）
- 『ゆでたまごひめとみーとどろぼーる』 絵／山村浩二 （2014年11月、教育画劇、ISBN 978-4774613857）
- 『おもちのおふろ』 絵／植垣歩子 （2014年12月、学研、ISBN 978-4052040580)
- 『なっとうかあちゃん』 絵／マスリラ （2015年6月、講談社、ISBN 978-4061332584）
- 『どろろんびょういん たいへんたいへん』 絵／かとうまふみ （2015年8月、金の星社、ISBN 978-4323031439）
- 『おこめようちえん』 絵／陣崎草子 （2015年9月、講談社、ISBN 978-4061332768）
- 『はいくしょうてんがい』 絵／たごもりのりこ （2016年3月、偕成社、ISBN 978-4033136905）
- 『おもちのかいすいよく』 絵／植垣歩子 （2016年7月、学研、ISBN 978-4052044649)
- 『どろろんびょういん どっきりどきどき』 絵／かとうまふみ （2016年8月、金の星社、ISBN 978-4323031446）
- 『えだまめきょうだい』 絵／わたなべあや （2016年8月、アリス館、ISBN 978-4752007609）
- 『トイレのてんしちゃん』 絵／おかべりか （2016年9月、アリス館、ISBN 978-4333027446）

### 紙芝居
- 『ばけこちゃんのかさ』 絵／中谷靖彦 （2010年5月、童心社、ISBN 978-4494090884）
- 『ばけこちゃんのおべんとう』 絵／中谷靖彦 （2011年8月、童心社、ISBN 978-4752005551）
- 『ろくろくびのおかあさん』 絵／中谷靖彦 （2012年7月、童心社、ISBN 978-4494079971）
- 『ばけこちゃんのうみ』 絵／中谷靖彦 （2012年8月、童心社、ISBN 978-4494091409）
- 『まめまき まかせて』 絵／くすはら順子 （2013年8月、童心社、ISBN 978-4494080038）
- 『ばけこちゃんのおおそうじ』 絵／中谷靖彦 （2014年12月、童心社、ISBN 978-4494091966）